# Quilmes (Befestigungsanlage)
Koordinaten: 26° 27′ 0″ S, 66° 1′ 0″ W
Die Befestigungsanlage von Quilmes liegt im Nordwesten Argentiniens, im äußersten Westen der Provinz Tucumán. Sie wurde vom gleichnamigen Volk Quilmes ab dem 10. Jahrhundert erbaut.
Der größte Teil der Anlage liegt an einem Berghang in einer Nische, wo die gute Übersicht in kriegerischen Auseinandersetzungen entscheidend war.
Die Ruinen von Quilmes wurden im 20. Jahrhundert von Juan Bautista Ambrosetti entdeckt, einem Archäologen der Universidad de Buenos Aires. Die Restaurierung der Anlage begann 1978 durch Forschergruppe, geleitet von Norberto Pelissero. Heute wird kritisiert, dass die dabei angewendeten Kriterien eher touristisch als archäologisch anmuten.

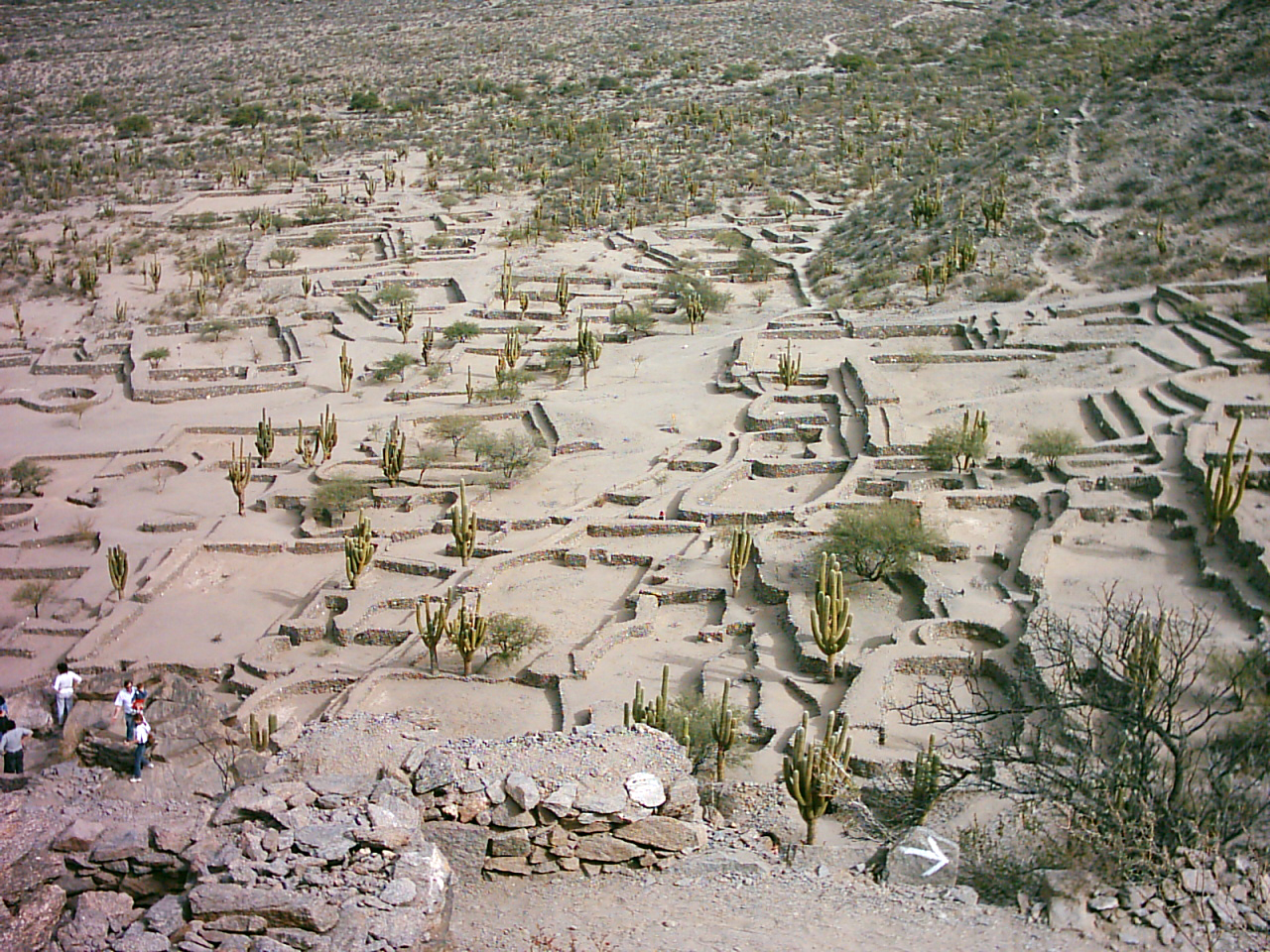
Übersicht der Ruinas de los Quilmes
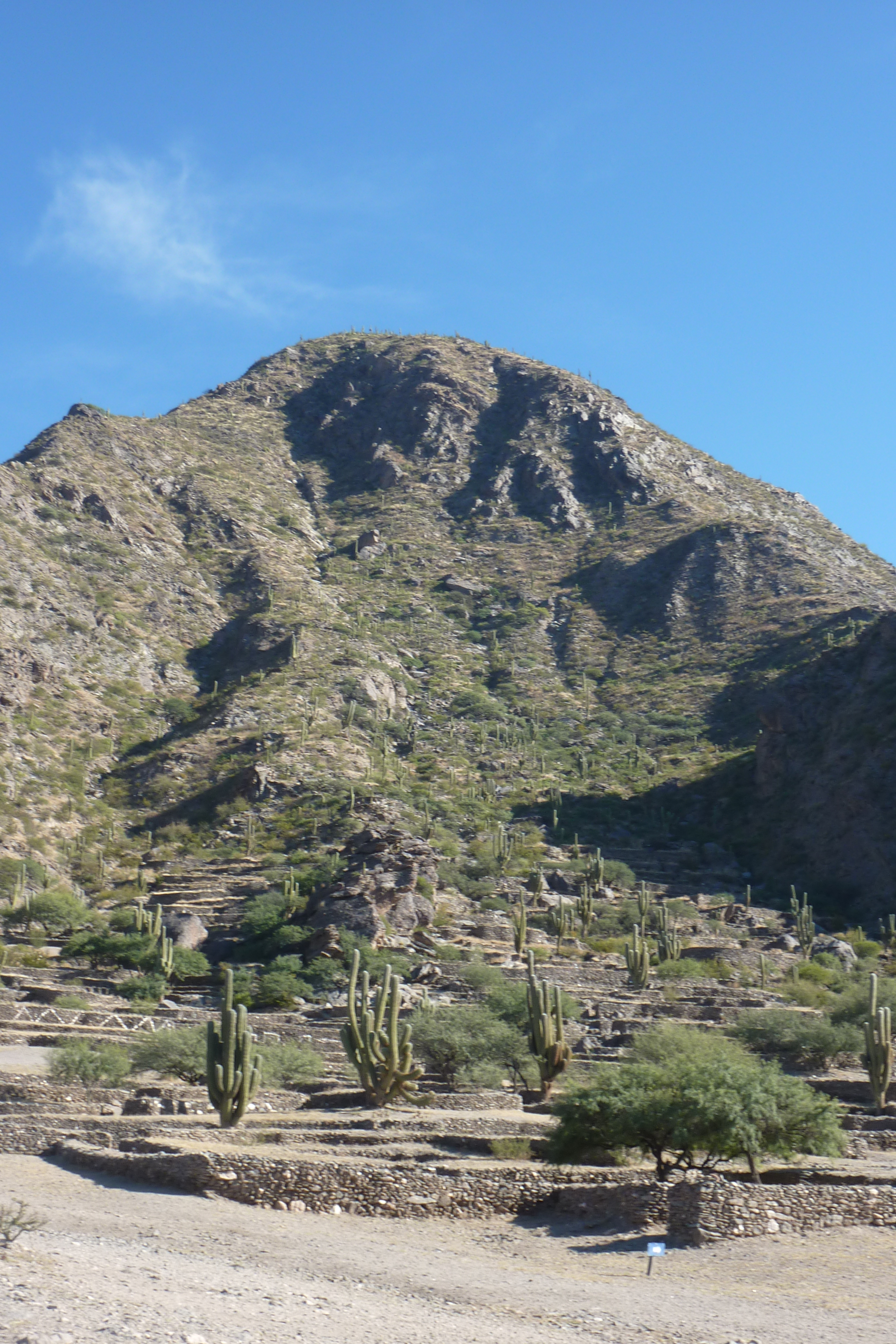
Die Ruinen vom Tal aus gesehen